# Герберт Гольц
Герберт Гольц (нім. Herbert Golz; 9 квітня 1897, Берлін — 29 січня 1979, Бад-Дюрргайм) — німецький офіцер, штандартенфюрер СС і оберст охоронної поліції. Кавалер Лицарського хреста Залізного хреста.

## Біографія
1 вересня 1932 року вступив в НСДАП, 1 червня 1940 року — в СС. З листопада 1944 року — 1-й офіцер (начальник оперативного відділу) Генштабу 14-го, з січня 1945 року — 10-го корпусу СС. З 7 березня 1945 року — начальник Генштабу свого корпусу.

## Звання
- Лейтенант резерву (12 червня 1917)
- Оберлейтенант охоронної поліції (1 жовтня 1923)
- Гаупман охоронної поліції (1 травня 1928)
- Майор охоронної поліції (1 січня 1937)
- Штурмбанфюрер СС (1 червня 1940)
- Оберштурмбанфюрер СС (20 квітня 1942)
- Оберстлейтенант охоронної поліції (1 червня 1942)
- Оберст охоронної поліції (1 серпня 1944)
- Штандартенфюрер СС (14 жовтня 1944)

## Нагороди
- Залізний хрест 2-го і 1-го класу
- Медаль «За хоробрість» (Австро-Угорщина) 3-го класу
- Почесний хрест ветерана війни з мечами
- Німецький Олімпійський знак 2-го класу
- Медаль «У пам'ять 1 жовтня 1938 року»
- Застібка до Залізного хреста
  - 2-го класу (червень 1940)
  - 1-го класу (листопад 1941)
- Перстень «Мертва голова»
- Хрест Воєнних заслуг 2-го класу з мечами
- Відзнака для східних народів 2-го класу в сріблі
- Німецький хрест в золоті (2 травня 1944) — як комендант укріпрайону Ковель.
- Лицарський хрест Залізного хреста (3 травня 1945)